# 国本村
国本村（くにもとむら）は栃木県の中部、河内郡に属していた村である。

## 地理
北部は山地、西部は姿川流域を除いて丘陵地で、中部以南は平坦地であった。
- 山：男抱山、半蔵山、鞍掛山、雲雀鳥屋[1]
- 河川：田川、姿川、宝木用水

## 歴史
- 1889年（明治22年）4月1日 - 町村制施行により、宝木村、戸祭村上組、野沢村、岩原村、新里村が合併し河内郡国本村が成立する。
- 1952年（昭和27年）6月1日 - 宝木、戸祭の各一部が宇都宮市へ編入される。
- 1954年（昭和29年）11月1日 - 豊郷村、城山村、富屋村、篠井村の一部とともに宇都宮市へ編入され消滅。

### 陸軍の進出と都市化
1907年（明治40年）、大日本帝国陸軍第14師団が宇都宮に置かれることが決まると、村内の宝木に兵舎や練兵場が整備され、1908年（明治41年）に歩兵第66連隊、1909年（明治42年）に歩兵第59連隊が相次いで着営した。第66連隊は一旦、軍備縮小のために廃止され、跡地には栃木県師範学校が移転した。
終戦後は、宇都宮市に隣接する村の南部（大字戸祭 字 寺内・柿塚・野白、大字宝木 字 西岡・山崎・六軒・江黒・細谷）は都市化が進んで商工業に従事する住民の割合が増え、兵舎跡が引揚者等の収容所、練兵場跡が集団開拓者の開拓地となったことで人口は急増した。そこで中学校の増設が必要となったが、村に中学校を新設する余裕はなかったため、付近にあった宇都宮市立の中学校に注目し、1952年（昭和27年）6月1日に村の南部を分離して宇都宮市へ編入することとなった。

### 村名の由来
村内で大きな面積を占める宝木と新里の二派に分かれ、長老らが連夜村名を議論したが互いに譲らず、紛争が発生しそうになった際に、漢学の素養がある新里の皇漢医が「国の基礎（本）となる立派な村」の建設を願って「国本村」としてはどうかと提案し、全会一致で採用された。

## 教育
- 宇都宮大学学芸学部[1]
- 国本村立国本中学校[2]
- 国本村立国本中央小学校[2]
- 国本村立国本西小学校[2]
- 国本村立国本南小学校[2]